# حصن دعان
حصن دعان هو حصن يقع في قرية صغيرة تقع فوق قمة جبل شمال غرب مدينة عمران في اليمن .
ووقعت فية اتفاقية دعان الشهيرة في 9 أكتوبر 1911 بين الإمام يحيى حميد الدين ممثل الزيدية وبين ممثل حكومة الدولة العثمانية .